# Maison-musée de Nariman Narimanov
La Maison-Musée de Nariman Narimanov a été ouverte à Bakou, Azerbaïdjan, le 6 novembre 1977. 

## Histoire
Le musée a été créé en 1977. Nariman Narimanov a vécu dans l'appartement avec sa famille pendant 1913–1918. L'espace d'exposition du musée se compose de quatre pièces: salle à manger, cabinet médical, chambre d'amis et chambre. Les expositions dans ces salles présentent l'activité de Nariman Narimanov en tant que public-politique, littéraire, éclairé, médecine, publiciste, diplomate et homme d'État.
La première salle de l'exposition reflète des documents et des matériaux appartenant à l'enfance et à la jeunesse de Narimanov. Certificat de naissance de N. Narimanov, certificat d'achèvement du séminaire des professeurs de Gori, documents sur l'activité d'enseignement au village de Kizilhajili, maquette de sa maison à Tbilissi, diplôme de doctorat sont exposés dans cette maison-musée.
La deuxième salle de l'exposition reflète les documents et les matériaux de l'activité socio-politique de N. Narimanov couvrant les premières décennies du XXe siècle.
L'exposition dans la troisième salle montre des documents et des matériaux sur les souvenirs de Narimanov, des meubles, un lustre, une lettre écrite à son fils Najaf, des documents et des matériaux sur la mort de N.Narimanov et de son fils, ainsi que des documents mentionnant la perpétuation du nom de N. Narimanov. 
La quatrième salle du musée est un cabinet médical. Les dispositifs médicaux de N. Narimanov, l'armoire rangée dans les médicaments, les tentures, les tables éclairent son activité de médecin. Plus de cinq mille expositions différentes, documents et matériaux originaux, souvenirs, généalogie de la famille de Narimanov et autres objets sont conservés dans la collection du musée.